# とってもええぞう2
「とってもええぞう2」は、いきものがかりのミュージック・ビデオ集。2013年12月11日にDVDとBlu-rayで発売。発売元はエピックレコードジャパン。

## 解説
本作品は2009年に発売した「とってもええぞう」に続く第二弾のビデオ・クリップ集である。初回仕様限定盤には特典として「アーティストフォト」、「いきものカード038」、「三方背BOX」が封入されている。
「ふたり」から「笑顔」までに制作されたミュージック・ビデオと『I』までのシングル・アルバムのTV SPOTが収録されている。その他に特典映像として「笑顔-吉岡聖恵ver.-」などが収録されているほか、ミュージック・ビデオでは「いきものがかりによるオーディオコメンタリー」として3人が副音声でミュージック・ビデオ撮影に関するエピソード等を明かすトークが展開されている。
なお、本作品と同日に「とってもええぞう」のBlu-ray盤「帰ってきたとってもええぞう」が発売され、「いきものがかりによる楽しい作品解説」が改めて収録し直され（DVDバージョンも収録）、歌詞表示機能が新たに加えられている。

## 収録内容

### ミュージック・ビデオ
1. ふたり
2. ホタルノヒカリ
3. YELL
4. じょいふる
5. なくもんか
6. ノスタルジア
7. ありがとう
8. キミがいる
9. 風と未来
10. 笑ってたいんだ
11. 歩いていこう
12. いつだって僕らは
13. KISS KISS BANG BANG
14. ハルウタ
15. 風が吹いている
16. 1 2 3 〜恋がはじまる〜
17. 笑顔

### TV SPOT

#### シングル
1. ふたり
2. ホタルノヒカリ
3. YELL/じょいふる
4. なくもんか
5. ノスタルジア
6. ありがとう
7. キミがいる
8. 風と未来
9. 笑ってたいんだ
10. 歩いていこう
11. いつだって僕らは
12. ハルウタ
13. 風が吹いている
14. 1 2 3 〜恋がはじまる〜
15. 笑顔

#### アルバム
1. ハジマリノウタ -ティザーver.-
2. ハジマリノウタ
3. いきものばかり〜メンバーズBESTセレクション〜
4. いきものばかり〜メンバーズBESTセレクション〜 -フィギュアver.-
5. いきものばかり〜メンバーズBESTセレクション〜 -いきものバカリver.-
6. いきものばかり〜メンバーズBESTセレクション〜  -大ヒット発売中ver.-
7. NEWTRAL
8. バラー丼 -父と子ver.-
9. バラー丼 -泣く女ver.-
10. I

### 特典映像
1. ふたり -ひとり旅篇-
2. YELL -モノクロ ver.-
3. 風が吹いている -UK recorded version-
4. 笑顔-吉岡聖恵ver.-